# 周宣王伐楚之战
周宣王伐楚之戰發生於前823年，周宣王派方叔南征楚國之戰。
宣王五年（前823年），周宣王以方叔為將，率兵車三千南征荊蠻，大獲全勝。周宣王南征勝利後，封方叔於洛、封王舅申伯於申（今河南省南陽市），建立申國，作為鎮撫南方的軍事重鎮。
《詩經· 小雅·南有嘉魚之什·採芑》歌颂方叔得胜。